# Neoparanothrotes borumandi
Neoparanothrotes borumandi is een rechtvleugelig insect uit de familie Pamphagidae. De wetenschappelijke naam van deze soort is voor het eerst geldig gepubliceerd in 1991 door Mirzayans.